# Van Wijnen
Van Wijnen is een Nederlands bouwconcern actief in projectontwikkeling, woningbouw, renovatie en transformatie, gebiedsontwikkeling en vastgoedbeheer. In de domeinen wonen, werken, zorgen, leren en recreëren. Het bedrijf is sinds 3 juni 2020 eigendom van investeerder HAL Investments.

## Profiel
Van Wijnen is een Nederlands bouwconcern actief in Projectontwikkeling, woningbouw, renovatie en transformatie, gebiedsontwikkeling en vastgoedbeheer. In de domeinen wonen, werken, zorgen, leren en recreëren. Het bedrijf telt meer dan 2400 medewerkers, werkzaam vanuit 27 vestigingen verspreid over het hele land. Het hoofdkantoor is gevestigd in Baarn. Met een omzet van € 1.193 miljoen in 2021 staat Van Wijnen op plaats 8 in de Cobouw50, de top 50 grootste bouwbedrijven van Nederland.

### Resultaten
| Jaar | Omzet           | Winst          |
| ---- | --------------- | -------------- |
| 2006 | € 568 miljoen   | € 14,2 miljoen |
| 2007 | € 675 miljoen   | € 19,0 miljoen |
| 2008 | € 747 miljoen   | € 19,4 miljoen |
| 2009 | € 722 miljoen   | € 16,1 miljoen |
| 2010 | € 659 miljoen   | € 10,5 miljoen |
| 2011 | € 609 miljoen   | € 9,5 miljoen  |
| 2012 | € 631 miljoen   | € 4,6 miljoen  |
| 2013 | € 596 miljoen   | € 4,8 miljoen  |
| 2014 | € 569 miljoen   | € 10,7 miljoen |
| 2015 | € 693 miljoen   | € 12 miljoen   |
| 2016 | € 763,2 miljoen | € 14,7 miljoen |
| 2017 | € 821 miljoen   | € 16,7 miljoen |
| 2018 | € 982 miljoen   | € 13 miljoen   |
| 2019 | € 954 miljoen   | € 21 miljoen   |
| 2020 | € 1.028 miljoen | € 16,9 miljoen |
| 2021 | € 1.193 miljoen | € 29,3 miljoen |
|      |                 |                |

### Vestigingen
Van Wijnen kent een decentrale organisatie verdeeld over drie regio’s, te weten: noord-oost, zuid en west. De regio’s met elk een eigen regiokantoor omvatten in totaal 27 vestigingen, alle zelfstandige ondernemingen.  

### Bijzondere projecten
De laatste tijd verschijnt Van Wijnen regelmatig in de media vanwege meerdere bijzondere projecten. Eén daarvan is Project Milestone, een samenwerking tussen gemeente Eindhoven, TU/Eindhoven, Vesteda, Saint Gobain-Weber Beamix en Witteveen+bos. Dankzij deze samenwerking zal in 2021 de eerste 3D-geprinte betonwoning worden gerealiseerd. 
Een ander bijzonder project vindt plaats aan De Loskade, op het voormalige Suikerfabriekterrein in Groningen. Hier experimenteert Van Wijnen met de circulaire wijk van de toekomst. Samen met creatieve en vooruitstrevende partijen heeft Van Wijnen een pop-up wijk neergezet, gericht op duurzame innovaties in een experimentele omgeving. De Loskade bestaat uit 14 wooneenheden en 32 studio’s.

## Geschiedenis
Van Wijnen kent een lang en rijk bouwverleden. Hoewel de oprichting van ‘De Timmerwinkel' van Paulus Adrianus van Wijnen in 1907 in Dordrecht als het officiële startmoment van Van Wijnen geldt, liggen de wortels van de onderneming op meerdere plaatsen. Dat komt doordat verschillende aannemersbedrijven in de loop der jaren onder de vlag van Van Wijnen zijn samengevloeid.
Van Wijnen ontwikkelde in 1947 korrelbeton, waarmee de naoorlogse woningnood werd bestreden. Met korrelbeton kun je namelijk snel en goedkoop woningen bouwen. Deze betonsoort heeft een ideale samenstelling van zand en cement om een stabielere vastheid van beton te krijgen. Op deze samenstelling heeft Van Wijnen octrooi gekregen. Van 1947 tot midden jaren '60 verrezen er in Nederland duizenden woningen van korrelbeton.
Van Wijnen beschouwt zichzelf als meer dan bouwer. Daarom ziet het bouwconcern het als een serieuze taak om Nederland toekomstbestendig te maken. Dat blijkt onder meer uit het concept FijnWonen, met circulaire woningen die binnen een week worden neergezet. Ze zijn volledig gasloos en gebouwd met duurzame herbruikbare materialen.
In juni 2020 werd bekend dat Van Wijnen wordt overgenomen door HAL Investments. Verkopende aandeelhouders zijn Klaas de Leeuw, met 57% van de aandelen en Rabobank met 43%. Met de overname worden de ambitieuze plannen van Van Wijnen op het gebied van industrialisering en digitalisering financieel haalbaar.
Klaas de Leeuw overleed op 83-jarige leeftijd in juli 2025.